# Neoimpresionism

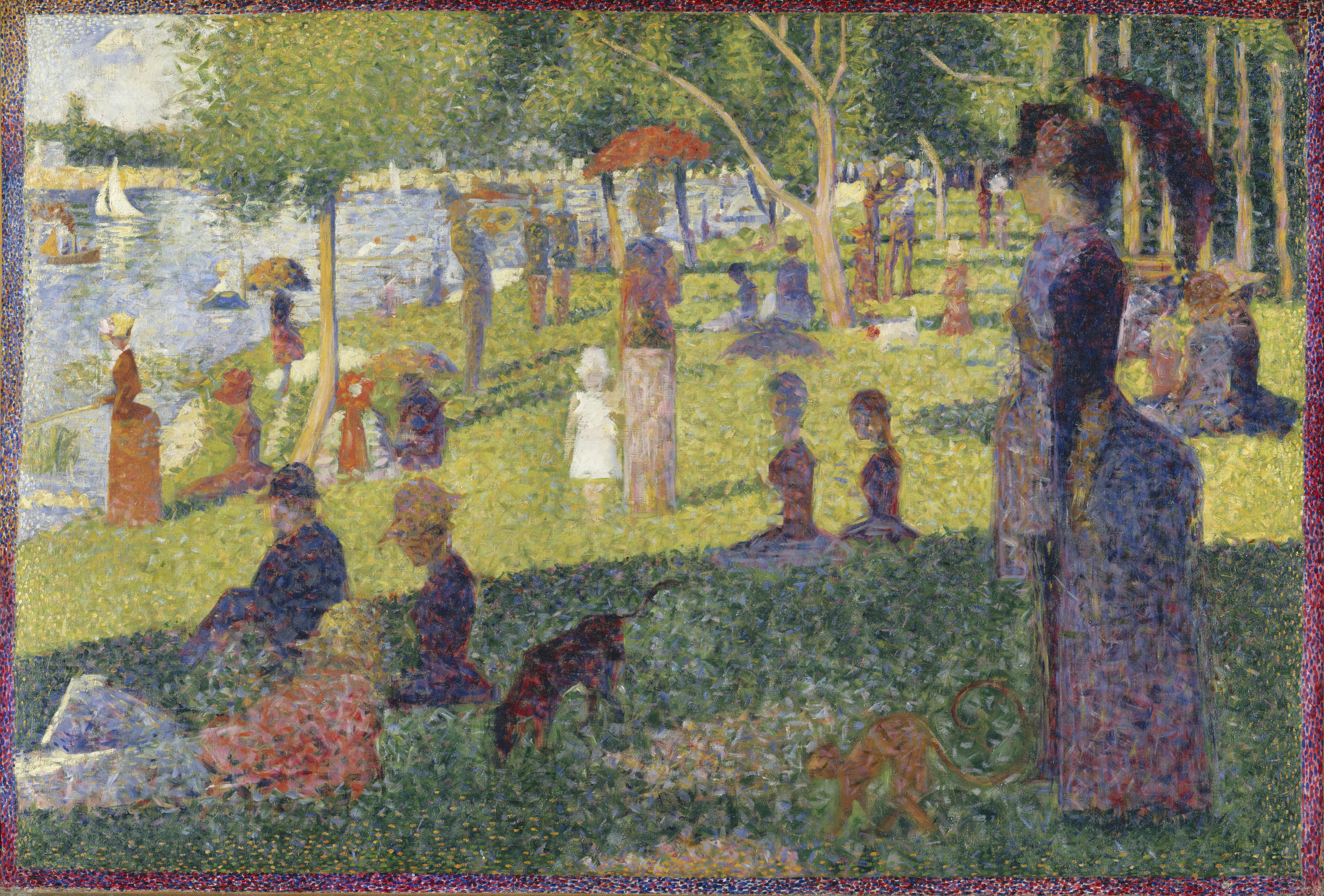
Georges Seurat: Studiu pentru O duminică la Grande-Jatte

Neoimpresionismul este o mișcare artistică în Franța la sfârșitul secolului al XIX-lea promovată în special de pictorii Georges Seurat și Paul Signac, având ca scop fundamentarea științifică a achizițiilor făcute de impresionism în domeniul culorii și luminii. 
Termenul "neoimpresionism" a fost folosit pentru prima dată , în 1886, de către criticul de artă Felix Fénéon în revista "L'Art Moderne", ce apărea la Bruxelles.

## Privire generală

### Considerații psihologice
Seria de articole despre "fenomenul percepției", semnate de David Sutter (1880), observațiile fiziologilor și psihologilor privind efectele luminii și culorii, descoperirile fizicianului Hermann von Helmholtz, ce completează teoriile lui Eugène Chevreul privind legile contrastului simultan al culorilor, au fost tot atâtea contribuții la cristalizarea esteticii neoimpresioniste. În principala lucrare-program "D'Eugène Delacroix au neo-impresionisme" ("De la Eugène Delacroix la neoimpresionism", 1899), Paul Signac apreciază dezvoltarea neoimpresionismului ca o continuare firească a artei lui Delacroix și a impresionismului, scopul fiind unul comun: "A da culorii cât mai multă strălucire posibilă".

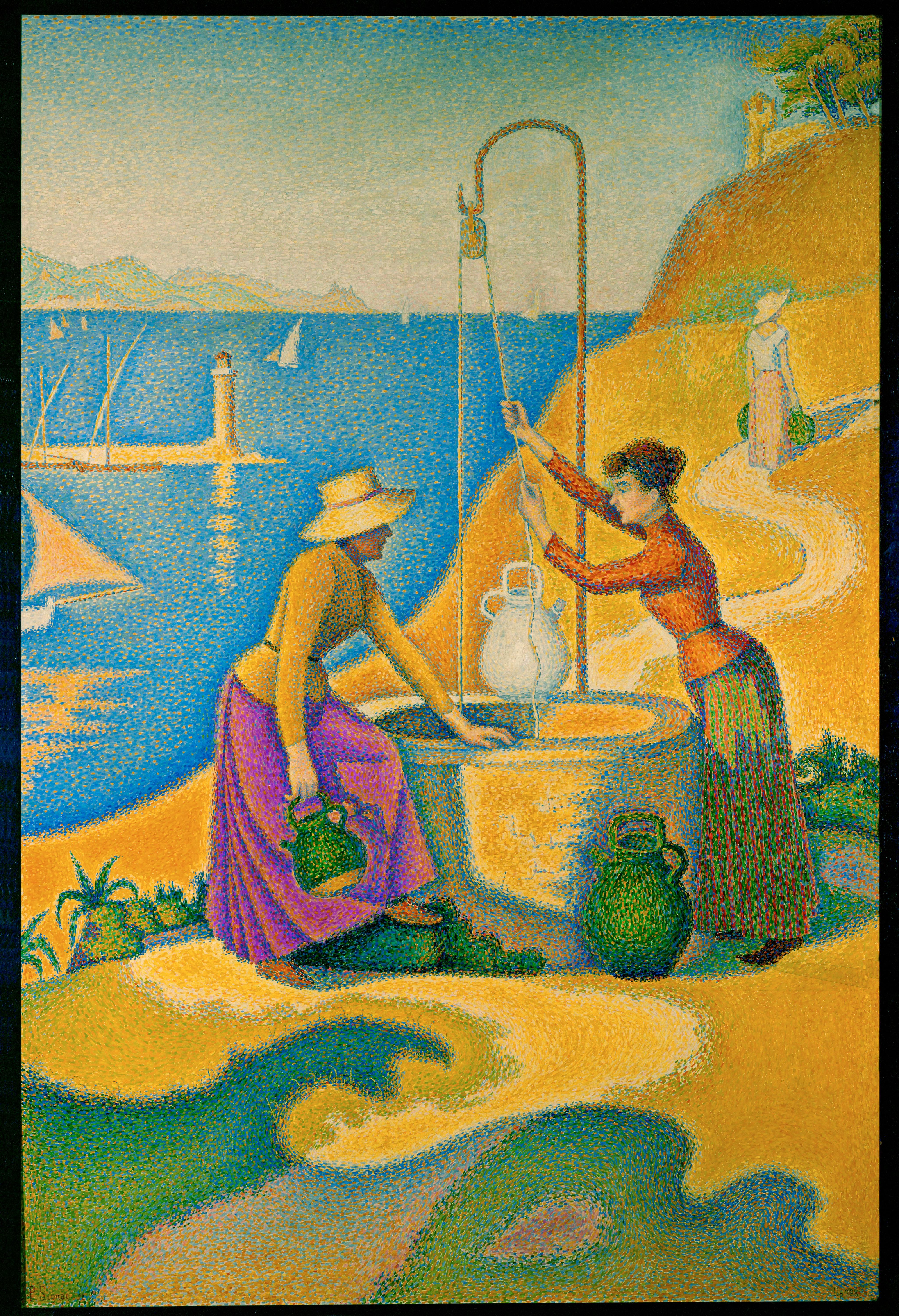
Paul Signac: Femei la fântână, 1892

Pictorii neoimpresioniști folosesc, pentru a asigura efectul fuziunii culorilor pe retină, tonuri pure, juxtapuse, în suprafețe din ce în ce mai mici. Această tehnică a tușelor divizate - divizionism - se va accentua până la obținerea unor puncte colorate, ceea ce a adus mișcării și numele de pointillism (în limba franceză: point = punct). Din rețeaua de tușe divizate sau mozaicul de puncte, se încheagă formele obiectului sau ființelor reprezentate. Un principiu ordonator se află îndărătul ecranului luminos al pânzei, încercând să refacă arhitectura lumii vizibile.

### Istoric
Apariția neoimpresionismului este datată cu anul 1884. Fiind refuzați la "Salonul Oficial", câțiva artiști cu preocupări înrudite - Georges Seurat, Paul Signac, Henri-Edmond Cross, Charles Angrand, Albert Dubois-Pillet - formează, sub președinția lui Odilon Redon, "Societatea Artiștilor Independenți". Seurat lansează, succesiv, lucrări în care folosește "contrastele de tente", "contrastele de ton", "contrastele de linie". În jurul său se grupează Paul Signac și, pentru o vreme, bătrânul Camille Pissarro. 
Tehnica divizionismului sau pointillismului are la sfârșitul secolului al XIX-lea un deosebit ecou, fiind adoptată de francezii Henri Petitsean, Maximilian Luce, Lucie Cousturier, belgienii Henry va de Velde și Théo van Rysselberghe, italianul Giovanni Segantini, ș.a.m.d.. 
Este o tehnică pe care, în mod pasager, o vor adopta și artiști care n-au făcut parte din mișcare: Van Gogh, Toulouse-Lautrec, Gauguin. 
Dorind să refacă formele, neoimpresionismul a ajuns, în chip paradoxal, la o mai adâncă fărâmițare a imaginii realului, la o fragmentare excesivă, ce va produce o serie de reacții, între care extensia suprafețelor colorate din arta "fauviștilor", sau perspectiva bazată pe impresiile de cald și rece trezite de culori în operele lui Paul Cézanne. 
Preocuparea lui Seurat - mort prematur în 1891 - pentru soliditatea clasică a compoziției va sta, între altele, la baza raționalizării elementelor imaginii în care se vor angaja fondatorii cubismului.

## Galerie

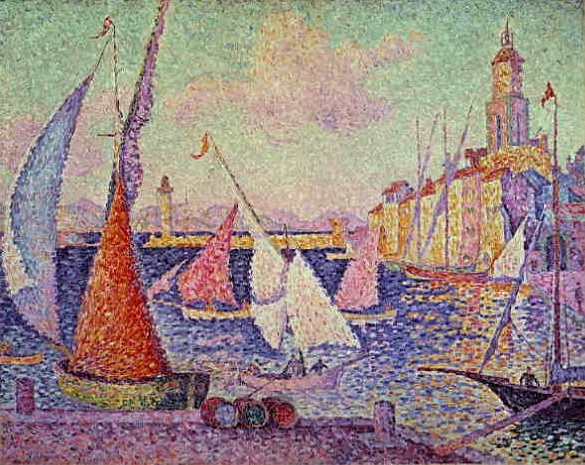
Paul Signac: Portul Saint-Tropez, 1899
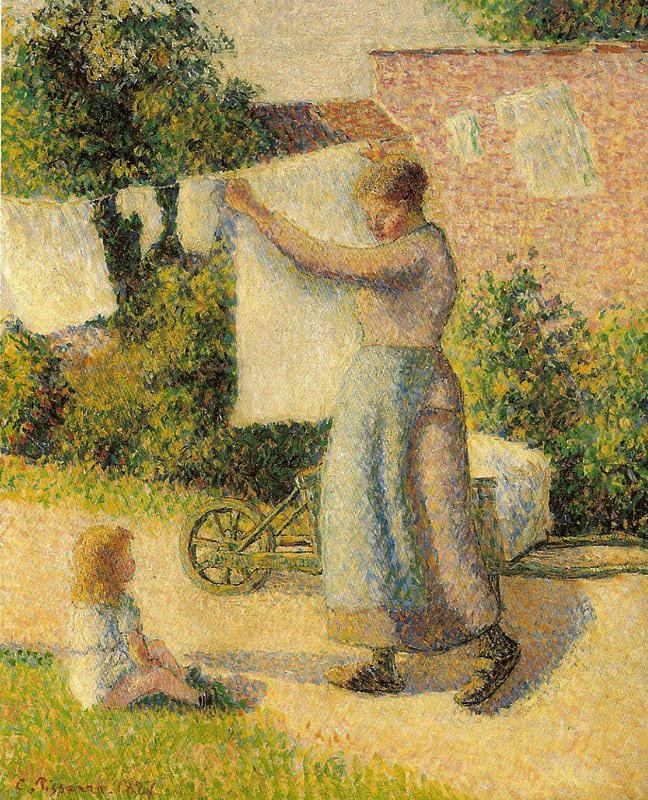
Camille Pissarro: Femei întinzând rufele, 1887
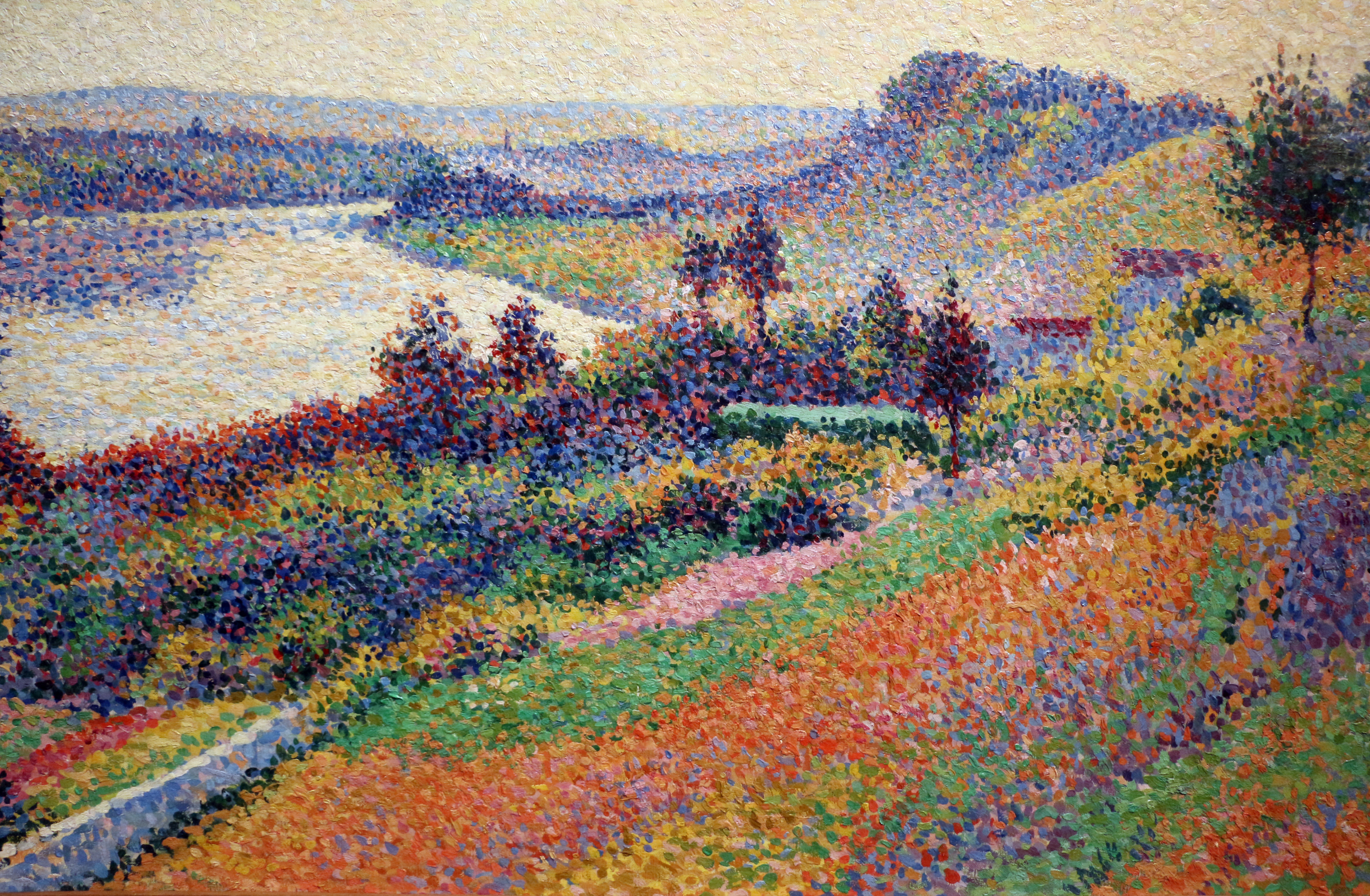
Maximilian Luce: Sena la Herblay, 1890
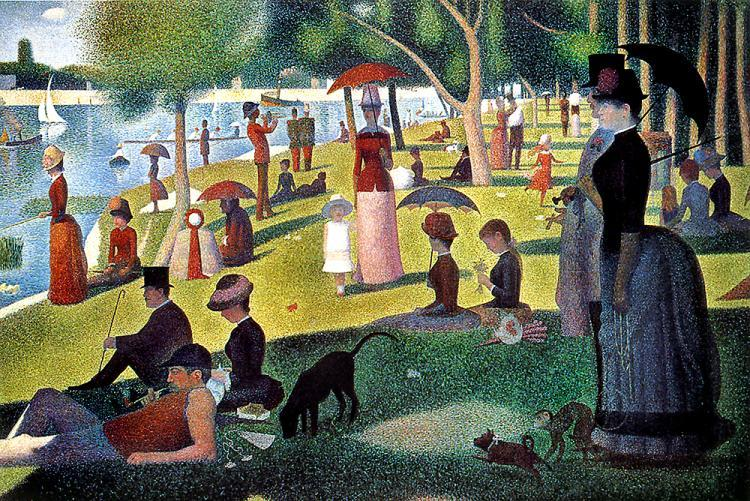
Georges Seurat: O duminică la Grande-Jatte, (detaliu) - versiune definitivă, 1884-1886 - Musée d'Orsay, Paris